# Aūa
Aua – wieś w Samoa Amerykańskim, na wyspie Tutuila; (Dystrykt Wschodni); 2 100 mieszkańców (2006). Ośrodek turystyczny.